# Critèrium Internacional d'Alger
El Critèrium Internacional d'Alger és una competició ciclista d'un dia que es disputa als voltants d'Alger (Algèria). La primera edició data del 2014 ja formant part de l'UCI Africa Tour, amb una categoria 1.2.

## Palmarès
| Any  | Vencedor     | Segon         | Tercer            |
| ---- | ------------ | ------------- | ----------------- |
| 2014 | Thomas Rabou | Tarik Chaoufi | Essaïd Abelouache |